# Bermudský dolar
Zákonným platidlem na Bermudách je místní dolar. Zdejší měna má svůj název dolar společný s měnami několika dalších států po celém světě. Jeho ISO 4217 kód BMD, jedna setina dolaru se nazývá cent. Bermudský dolar není běžně obchodovatelný v zahraničí, směnu z cizích měn lze provést pouze na ostrovech.
Před zavedením dolaru se na Bermudách používala bermudská libra, a to už od roku 1848. Dolar byl zaveden v roce 1970 a vycházel z libry v poměru £1 = $2,40. Od roku 1972 je bermudský dolar pevně navázán na americký dolar v paritním poměru 1:1. Americký dolar je zároveň na ostrovech běžně používán jako druhá měna souběžně s bermudským dolarem.